# Autumn Variations
Autumn Variations är det sjätte studioalbumet av den brittiska singer-songwritern Ed Sheeran. Albumet släpptes den 29 september 2023 och är Sheerans första album som inte är döpt efter en matematisk symbol. Dessutom är det hans första släpp under sitt eget skivbolag Gingerbread Man Records.
Sheeran uttryckte tidigt att albumet skulle släppas utan singlar och utan någon större marknadsföring. Autumn Variations kommer endast 4 månader efter dess föregångare Subtract, och är precis som dess föregångare producerat av The National-medlemmen Aaron Dessner.

## Bakgrund[2]
Efter att ha lagt upp flertalet "reklamfilmer" utannonserade Sheeran albumet den 24 augusti via sina sociala medier;
My dad and brother told me about a composer called Elgar, who composed ‘Enigma Variations’, where each of the 14 compositions were about a different one of his friends. This is what inspired me to make this album. - Ed Sheeran via Instagram
Sheeran berättade även att albumet även inspirerats av att han och hans vänner hade gått igenom många olika förändringar under den senaste hösten, och att det kändes som att allting antingen lugnade sig eller eskalerade under den tiden på året.

## Låtlista[3][4]
| 1.           | Magical                | 3:14  |
| 2.           | England                | 3:46  |
| 3.           | Amazing                | 4:05  |
| 4.           | Plastic Bag            | 3:49  |
| 5.           | Blue                   | 2:33  |
| 6.           | American Town          | 2:33  |
| 7.           | That's On Me           | 3:47  |
| 8.           | Page                   | 3:51  |
| 9.           | Midnight               | 2:59  |
| 10.          | Spring                 | 2:58  |
| 11.          | Punchline              | 3:26  |
| 12.          | When Will I Be Alright | 2:55  |
| 13.          | The Day I Was Born     | 4:12  |
| 14.          | Head > Heels           | 4:13  |
| Total längd: | Total längd:           | 49:13 |

| 15. | Magical - Live from Brantlie's Living Room               | 2:54 |
| 16. | England - Live from Maynard's Living Room                | 3:21 |
| 17. | Amazing - Live from Kia's Living Room                    | 2:54 |
| 18. | Plastic Bag - Live from Alex's Living Room               | 3:38 |
| 19. | Blue - Live from Sarom's Living Room                     | 2:21 |
| 20. | American Town - Live from Kari's Living Room             | 3:15 |
| 21. | That's On Me - Live from Narine's Living Room            | 3:11 |
| 22. | Page - Live from Deborah's Living Room                   | 3:31 |
| 23. | Midnight - Live from John's Living Room                  | 2:31 |
| 24. | Spring - Live from Emily's Living Room                   | 2:33 |
| 25. | Punchline - Live from Holly's Living Room                | 3:06 |
| 26. | When Will I Be Alright - Live from Kristen's Living Room | 3:06 |
| 27. | The Day I Was Born - Live from Danielle's Living Room    | 3:34 |
| 28. | Head > Heels - Live from Keira's Living Room             | 3:52 |